# Zuzubalandia
Zuzubalândia es una serie animada brasileña basada en el libro Jujubalândia y el programa homónimo de Mariana Caltabiano, la creadora de la serie. El programa gira en torno a Zuzu, una abeja que vive en Zuzubalândia (en el libro original, llamado Jujubalândia) junto con todos sus amigos.
La serie recibió críticas en su mayoría positivas entre la mayoría de los fanáticos de la serie de acción en vivo de Zuzubaland.
El diseño se convierte al público de 4 a 8 años.
La animación se emitía en América Latina y Brasil en Boomerang, siendo la primera producción original brasileña del canal. recientemente SBT (TV - Brasil) adquirió la serie.

## Historia
La serie Zuzubalândia es sobre un reino donde todo está hecho de comida. Tiene el vecindario de frutas, verduras, dulces, sushi y otros alimentos. El personaje principal es una abeja llamada Zuzu. Ella sueña con ser una cantante famosa, a pesar de que tiene una voz terrible.

## Personajes
Zuzu (Voz en off: Daniel Costa): Es una linda niña abeja de ojos verdes, zapatos Mary Jane negros y nariz rosada. Le encanta cantar, pero no se da cuenta de que es una de las peores cantantes del mundo. Tiene una autoestima muy alta y cree firmemente que es una estrella, una diva web. Sin embargo, era una marimacho muy alegre, que se divertía ensuciándose, haciendo deporte, tirando pedos y jugando videojuegos. Sus mejores amigos son en su mayoría niños, especialmente Laricão y Brigadeiro.
Laricão (Voz original: Eduardo Jardim): Es un perro glotón al que le gusta acostarse y revolcarse en charcos de mostaza y ketchup. Es uno de los mejores amigos de Zuzu.
Brigadeiro (Voz original: Hugo Picchi): Le gusta el boxeo y el judo y es una persona dulce. Hará cualquier cosa para defender a tus amigos. También es uno de los mejores amigos de Zuzu.
Pipoca (Voz original: Luiza Porto): Es una chica que no se detiene. Ella es la mejor amiga de Zuzu. Le gusta hablar por su celular y enviar mensajes a sus amigos. A diferencia de Zuzu, una marimacho a la que le gusta salir con chicos, practicar deportes y jugar videojuegos, Popcorn era una chica femenina a la que le gustaba el romance, las muñecas, las flores,enamorada de suspiro y cualquier otra cosa femenina.
Suspiro (Voz original: Hugo Picchi) Tiene 10 años, es muy tímido y está enamorado de las palomitas. Le encanta tener guerras de pasteles y esquiar en las montañas de helado del reino.
Garfidea (Voz original: Bruna Guerin): Es el secuaz de la Bruja. Se tira pedos sin querer cuando se ríe mucho. Le gusta que la llamen Kellen.
Fast Food (Voz original: Daniel Costa): Es el tipo más rápido del mundo. Es el asistente y mensajero del Rey Apetito.
Maria Mole (Voz original: Bruna Guerin): Es muy perezosa, lenta, casi parando. Zuzu y la pandilla siguen ideando planes para convencerla de que se duche, se cepille los dientes, vaya a la escuela y practique deportes.
Rey Apetito (Voz original: Hugo Picchi: Es el Rey de Zuzubalandia. Tiene acento italiano y su frase favorita es "Ma nacha Muzzarela". Es el consejero de los niños.
Sushiroco (Voz original: Eduardo Jardim): Está loco. Vive a orillas del océano. Trabaja en un restaurante japonés y en Karaoke. Sus mascotas son dos tiburones llamados "Missoshiro" y "Sukiaki", en octubre de 2020 fue rediseñado
Bruja anoréxica (Voz original: Antoniela Canto): Odia la comida, la felicidad y el canto Zuzu. Quiere destruir el reino de Zuzubalandia. Pero la única forma de romper la magia de las abuelas que protege el reino, es tomando la corona mágica que el Rey Apetito guarda bajo llave. Como un vampiro, la Bruja solo puede entrar al castillo si es invitada.